# Нетивот
Нетивот (ивр. נתיבות‎) — город в южной части Израиля в 30 км на юг от Ашкелона и на северо-запад от Беэр-Шевы.

## История
Нетивот был основан в 1956 году, в рамках программы освоения и заселения северной части пустыни Негев. Получил статус города (то есть численность его населения превысила 20 тысяч человек) в 2000 году. Первыми его жителями стали репатрианты из стран Магриба (главным образом Марокко и, в меньшей степени, Туниса). В Нетивоте после своей репатриации в Израиль поселился виднейший духовный лидер евреев Магриба Исраэль Абу Хацира (1889—1984), известный под именем Баба Сали. Баба Сали был похоронен в Нетивоте, и его могила стала местом паломничества евреев, выходцев из стран Магриба, которые составляют большинство населения города. В период 1990—2000 годах в Нетивоте поселилось от 5 до 6 тысяч репатриантов из бывшего СССР. В городе имеется много учреждений и учебных заведений религиозного характера.

## Население
По данным Центрального статистического бюро Израиля, население на начало 2020 года составляло 37 542 человека.
Среднемесячная заработная плата работника в 2019 году составила 7394 шекеля (в среднем по стране: 9745 шекелей).